# 301153 Jinan
301153 Jinan este o planetă minoră (asteroid) din centura de asteroizi. A fost descoperită pe 25 decembrie 2008 la  de  și a fost numită după Jinan. 
Obiectul prezintă o orbită caracterizată de o semiaxă mare de 2,354623269621 UAi, o excentricitate de 0,14541191593742, o înclinație de 6,4946391381942 ° în raport cu ecliptica.